# NEW GAME!
『NEW GAME!』（ニューゲーム）は、得能正太郎による4コマ漫画作品。『まんがタイムきららキャラット』（芳文社）にて、2013年3月号から5月号までの読み切り掲載を経て、同年7月号から本連載を開始し、2021年10月号をもって完結した。2021年3月時点でシリーズ累計発行部数は320万部を突破している。2016年と2017年にはテレビアニメ版が放送された。

## 作風・制作
ゲーム会社を舞台として、若い女性社員ばかりのチームに配属されたヒロインの日常・勤務生活を描く、4コマ漫画である。作者の得能は3年間、ゲーム会社に勤務した経験があり、その経験が基になっている。企画時には作者の辛い実体験に基づいた「ほのぼの社畜漫画」という路線が予定されていたものの、連載が始まると登場人物たちの仲の良さに引っ張られ、予定よりも楽しげな作風で描かれることとなった。ゲームソフトの開発環境やハードウェアの推移は移り変わりが激しく、月刊誌連載のペースでは執筆から単行本に収録されるまでの間に情勢が変わってしまうことから、ゲームの時事ネタや社会風刺は扱わない方針で、劇中におけるゲームの制作場面は普遍的な内容のみが描かれている。
物語の方向性は女性中心の人間関係を描くことに置かれており、社会人ドラマ的な内容よりも、各話で特定のシチュエーションに置かれた登場人物がどうするかという内容を念頭に置いた話作りが指向されている。物語は基本的にヒロインの視点で描かれているが、本作では上司と部下という上下関係が軸となっており、周囲の先輩社員から見た、初心を思い出させてくれる仲間としてのヒロインの姿を印象づける内容にもなっている。基本的に性格の良い人物しか登場しないという作風になっているが、主要な登場人物が学生のような仲良しグループとは異なり、プロとしての責任を背負って人間関係のトラブルにも向き合わなければならない間柄であることも意識して描かれた。一方、部分的には生々しい実体験に基づいたエピソードも盛り込んではいるが、作者の実体験では失敗した事柄を主人公たちが円満に解決する形などに改変した上で反映されており、ゲーム業界の悲惨なエピソードの暴露といった内容は避けられ、残業や休日出勤を楽しんでこなすヒロインや、キラキラとした女性社会人たちの姿を、ほのぼのとした作風で描いている。
作者の得能は本作より以前に手掛けた『こもれびの国』の反省点から、主人公にぶれのない目的を持たせ、ストーリーを成り行きではなく全体の見通しをつけてから進めるようにした。物語上のポイントのみを押さえ、後は登場人物の立場から人物を動かしていくという方針の話作りがされているものの、単行本1冊（各巻13話）ごとにすっきりとした区切のつく構成が意識して描かれている。また物語の第1話から読者によって好き嫌いの分かれるセクシャルな場面を挿入することで、今後の作風を明確にする方針を打ち出しつつ、セクシャルな場面でも下品にならない程度の匙加減が意図された。
作者の得能は影響を受けた作品として、女性ばかりの日常ものの漫画を描くことになった最初のきっかけは天野こずえによる漫画『ARIA』であったとしており、また各話のストーリーの流れは、女児向けのアニメや男児向けの特撮ヒーローものの様式美を参考にするところが多いとしている。

## 反響
第3話までの内容は中編のゲスト作品として掲載され、読者からのアンケートの反響を見て長期連載化するかどうかが決まることになっていた。実際に連載が決定したのは、アンケートの結果のおかげであったという。この時には下着が丸見えになるようなセクシャルな描写や出番の多い主要登場人物の八神コウよりも、無口で台詞も少ない主人公の同僚、滝本ひふみに対する反響が多かったという。
雑誌連載開始から2014年2月に単行本第1巻が発売された直後までの反響は、それほど大きなものではなかった。しかし2014年5月末頃になってから、単行本第1巻82ページ1コマ目（#9話）の、主人公である涼風青葉が両手を握り締めて「今日も一日がんばるぞい！」と自分を励ます場面がインターネット・ミームとして流行し、前後の文脈から切り離された1コマだけがTwitterなどのSNS上で挨拶として盛んに転載されるようになり、パロディも数多く作られた。劇中においては登場人物の口癖というわけではなく、たった一度きりの台詞であったが、キャラクターの可愛らしさや親近感から、気合いの入れすぎにならない程度に前向きで使いやすい画像として評判を呼んだ。当初は出典が明示されないまま流行として一人歩きし、あまり漫画を読まない層にまで広まるが、やがてこの1コマが本作からの引用であることが知られて本作自体も話題となり、作品の内容も評価されるようになる。
評判と共に単行本も発売から数か月遅れで売れ始め、特に2014年8月から9月頃にかけては、幾度も重版を繰り返してもすぐに完売するなど、熱狂的な人気によって一時的に入手困難な状況となった。これに乗じてインターネット上での転売価格が高騰したため、そのことに対する作者からの警告も寄せられている。なお作者である得能自身は、このコマ自体は次の場面のための繋ぎとして描いたもので、特に上手く描けたコマという訳でもなく、人気はラッキーパンチに過ぎなかったと述べており、また今後も本編の中で登場人物に「がんばるぞい」という台詞を言わせる予定はないと語っている。ただし作品外においては、SNS上での流行に乗る形で「がんばるぞい」のフレーズが宣伝として用いられることもあり、発端となった場面が2016年7月25日放送のテレビアニメ版第4話にて映像化された際には、原作者の得能自身もTwitter上で、この場面にちなんだイラストを公開した。また、テレビアニメ版のオープニング映像では台詞こそないものの、「がんばるぞい」の場面の両手を握り締めるポーズが多用されている。なおテレビアニメ版本編では、この台詞は原作に沿った形で映像化されており、原作同様に全話を通して一度きりの台詞という扱いとなっている。テレビアニメ版で声優として主人公の涼風青葉役を演じた高田憂希は第4話の収録に当たり、これが人気の台詞であることを意識して収録前に何度も練習していたものの、本番は1回でOKが出るなど、拍子抜けするほど淡々としたものであったと語っている。
2014年10月に発売された『まんがタイムきららキャラット』2014年12月号では初めて表紙・巻頭カラーに登場し、未アニメ化作品としては10年ぶりに単独で表紙を飾った。これも「がんばるぞい」が流行した影響で重版を繰り返したため、急遽決まったものであったという。なお、本作のテレビアニメ化が発表されたのは、翌年の2015年10月である。
作者の得能は、単行本の第1巻がイレギュラーな話題性で売れたため、第2巻以降が売れるかどうかには不安もあったと回顧しているが、第2巻は多めに部数を用意したにもかかわらず、発売翌日に重版がかかったという。
2016年12月2日には、アニメ流行語大賞2016で「今日も一日がんばるぞい！」が銅賞を獲得したことが報じられた。

## あらすじ
主人公が春に入社する場面から物語が始まり、そこから年単位の時間が経過していく。主人公には「キャラクターデザイナーになる」という明確な目標が設定されており、第3巻では目標が成就するものの、物語はそこでゴールとはならず、実はその役職についてからが真の苦労を味わうスタートラインであるという展開が用意されている。第5巻の「THE SPINOFF!」は、主人公が就職する前の1年間を描いた前日譚で、本編冒頭で主人公がどのような心境で入社したのかをテーマに描かれた。
本項では単行本第9巻のあとがきで「DDB編」「FS4編」と表記したことを参考に、主人公達が開発を行ったゲームソフト、および前日譚に分けて記載する。

### 『フェアリーズストーリー3』編（1巻〜2巻）
主人公の涼風青葉は高校を卒業後、小学生の頃から好きだったコンピュータRPG『フェアリーズストーリー』（以下『FS』）シリーズを制作しているゲーム開発会社「株式会社イーグルジャンプ」にグラフィッカーとして就職する。若い女性ばかりで友好的な雰囲気のチームに配属された青葉は、彼女にとって憧れであり目標だったキャラクターデザイナー兼キャラ班リーダーの女性、八神コウの部下として働くことになるが、仕事のことには自分にも他人にも厳しく有能なのに、私的な事柄になるとルーズなコウの言動に困惑する。絵を描くのは好きだがゲーム制作の経験はない青葉は、既に開発後半に差し掛かっていた最新作『フェアリーズストーリー3』（以下『FS3』）の仕事で端役キャラクターのモデリング作業を任され、慣れないビジネスマナーや3DCGに悪戦苦闘しつつも、アートディレクター（以下AD）の遠山りん、青葉と同じキャラ班の滝本ひふみや飯島ゆん、モーション班の篠田はじめ、プログラマー班の阿波根うみこら先輩社員たちの協力や叱咤を得て、グラフィッカーとしてのスキルを磨いていく。かつて周囲と対立しながらキャラクターデザイナーの地位を勝ち取ってきたコウは、青葉の出世欲の弱さを不安視するが、青葉は持ち前のコミュニケーションスキルを発揮して周囲と打ち解けていき、過去のコウとは異なった道を歩み始める。また先輩社員たちも、青葉と打ち解け合ったりする中で彼女に触発されて自分を見つめ直す。
やがて、『FS3』の納期に向けてスケジュールが厳しくなっていく中、青葉の様子を心配した親友の桜ねねがデバッグチームのアルバイトにやって来る。ねねは常識の欠如や、青葉のプロ意識とのずれが元で幾度かトラブルを起こしつつも、正社員たちとの交流を経てゲーム制作に興味を抱くようになる。
その後、『FS3』は発表会を経て無事に発売日を迎え、打ち上げの祝賀会が開かれる。祝賀会の中でコウはディレクターの葉月しずくから次回作ではプロデューサーにステップアップすることになったりんの代わりにADに指名されるも、過去に人間関係で失敗したことのあるコウはAD就任を固辞してしまう。しかし、しずくからコウの過去を聞かされた青葉は、コウにサインを求めると共に感謝と励ましの言葉を掛ける。青葉から自分自身への信頼を寄せられたコウは、少し自信を取り戻すことが出来たのだった。

### 『PECO』編（3巻〜4巻、6巻）
『FS3』の祝賀会と社員旅行を終えた後、しずくはプロデューサーにりん、ADにコウ、キャラ班リーダーにひふみ、プログラムチーフにうみこという新体制の元、次回の新規タイトルとなるアクションゲーム『PECO』に向けた企画を立ち上げる。青葉もキャラコンペにデザインを提出するが、落書きで付け足したアイデアが思いがけずゲームの基幹として採用されたことで、それまで憧れであり頼れる上司であったコウとキャラクターデザイナーの地位を巡ってぎくしゃくする局面を経験し、青葉が今まで憧れて目指してきた夢とは、今その立場にいるコウを蹴落として成就するものであるという現実に直面する。その一方、コウも、かつて青葉の入社以前に挫折を経験した過去に向き合い、また青葉の目標として追われる立場からの葛藤を味わう。結果的には青葉とコウは衝突を避けて協力し、共同でのメインキャラクターデザイナーという道を選ぶが、青葉は「ゲーム会社に就職してキャラクターデザイナーになる」という夢が叶ってから見えてきた新しい目標を自覚する。青葉の同僚たちもまた、それぞれの抱える課題に向き合いながら、ステップアップを目指していく。
『PECO』は出資会社（パブリッシャー）の芳文堂からの期待も集めることとなり、青葉は周囲との相談を密にすることによって実力不足を補いながら、入社から1年を迎えて周囲からも貢献を評価されていく。しかし高まった期待は『PECO』を失敗のできないプロジェクトにしてしまい、芳文堂側プロデューサーの大和・クリスティーナ・和子は無名の青葉ではなく知名度の高いコウにキービジュアルを描かせることで、コウを前面に立てた商業戦略を立てなければ開発予算に見合った宣伝効果を見込めないという、制作チームにとって不本意な決断を余儀なくされる。コウは決定に憤るが、青葉は自分たちが納得するためにも、コウとキービジュアルを賭けてもう一度コンペで勝負させて欲しいと申し出て、青葉の意気込みを汲んだコウも全力で応じる。結果的に青葉はコウとの圧倒的な実力差に打ちのめされ、脚光の当たらない内部デザイナーという立場に甘んじる結果となる。しかし、『FS3』のアルバイトを終えた後も自主的にプログラミングを勉強し、うみこの計らいによって契約社員として採用されてきたねねから「大出世」と評され、心を救われる。
ねねの採用と時を同じくして、青葉の所属するチームもゲーム専門学校からグラフィッカー兼キャラクターデザイナー志望の望月紅葉とプログラマー志望の鳴海ツバメを研修生として受け入れることになる。青葉は紅葉からライバル視されることで、後輩から目標として意識される立場となる。プログラマー班に配属されたねねも、就職内定を狙う意識の高いツバメから真剣さの度合いを問われて険悪な関係となるが、共に危機的状況を乗り切ったことで和解する。紅葉とツバメもまた先輩たちとの交流や対立、和解を経て成長し、イーグルジャンプへの正式採用を勝ち取ることに成功する。一方、コウもまた青葉に触発され、現状に満足せず更なる高みを目指したいという想いから、今の職場を離れる覚悟を固めていく。やがて『PECO』が完成を迎えた際のイベントの場で、コウは青葉をステージ上に引き上げ、公衆の前で「期待の若手」として紹介する。『PECO』は最終的に、パッケージ裏面にてコウに続いて青葉の名前を併記した形で発売されるが、コウはいつか青葉たちの元に戻ってくることを約束して、クリスティーナの妹が勤めるフランスのゲーム開発会社へと出向する。

### 「THE SPINOFF!」（5巻）
物語は青葉がイーグルジャンプに入社する前年、ゲーム『フェアリーズストーリー2』（以下『FS2』）の設定資料集が発売された日に遡る。高校3年に進級し、ゲームのキャラクターデザイナーになる夢を恥じらいながらも諦められない青葉は、進路希望調査の稚拙な回答を親友のねねに目撃され、まずは美術大学に進学し、そこからゲーム会社へ就職するという現実的な進路を提案される。美大受験について質問するために美術教師の元を訪れた青葉は、廃部寸前の美術部をひとりで切り盛りする星川ほたると出会い、優れた美術の技量を持ち恥じることなく将来の夢を語る彼女に感銘を受ける。青葉はねねと共に美術部に入部し、ほたるに倣って美大受験のための美術を学び始める。
季節が巡る中、青葉とほたるは部活や学校生活や合宿を通じて絆を深め、互いに影響を受けながら精神的にも成長し、技術を磨いていく。他人と対立することを避けがちだったほたるは、青葉との交流を経て、面と向かって言いづらかったことも指摘できるようになる。一方で、ねねの画力は美大合格レベルには程遠く、3人揃って同じ大学に進学することはできないという現実にも直面する。3人は互いに友情を確認しつつもそれぞれの進路を固めていくが、あるときねねは青葉が、ほたると同じ美大に進学してから就職するという進路にとらわれすぎていることを指摘する。青葉はねねが示した『FS2』の設定資料集を読み返し、憧れの人である八神コウが、高卒ですぐにキャラクターデザイナーに抜擢されていたことを初めて知る。青葉は、自分にコウのような才能はないと考え、高卒からの就職試験をためらうが、ほたるは青葉が才能の有無を言い訳にしていることを指摘する。青葉は考えを改め、ねねやほたるの「不採用でも大学卒業後にまた再挑戦できるのだから、記念受験だと思えばいい」という助言にも後押しされ、美大受験と就職試験を併願することにする。
面接日に、待合室で時間を待たされていた青葉は、正体を隠して面接本番前に現れたコウ本人と人事担当者の葉月しずくから、高卒で就職に挑戦する理由を尋ねられ、友人たちに背中を押されてここに来た経緯と自分の意気込みを、恥じることなく語る。青葉は直後の面接本番でしどろもどろになって失敗してしまうが、しずくの目には留まり、結果的にはほたると一緒の美術大学の合格発表と同時にイーグルジャンプの採用通知も受け取る。夢か友情かという選択を迫られた青葉は就職を選択し、ほたるとねねもそれを祝福する。本編冒頭の場面に戻ってエピソードが終わる。

### 『デストラクションドッジボール』編（7巻〜9巻）
『PECO』の発売後、しずくは次回作の構想を数年掛けて練ることとなり、青葉達のチームは他チームのヘルプがメインとなっていた。『PECO』から企画の仕事にも携わるようになったはじめは数々の新企画を持ち込むも、ボツをもらう日々が続いていた。業を煮やしたはじめは青葉達と共に会社には無断で、自分の企画のひとつであるドッジボールゲームを作り始める。やがてりんからも正式にゲーム試作が認められ、ドッジボールゲームのテスト版は完成する。そして、最終的にはクリスティーナの了承も得ることに成功し、はじめがディレクターを務める新作『デストラクションドッジボール』（以下『DDB』）の開発が決定する。青葉、ゆん、紅葉の3人は『DDB』のキャラコンペに参加し、その結果、紅葉が『DDB』のキャラクターデザイナーに決定する。一方、コンペに敗れたゆんはADに就任し、青葉は先輩として紅葉のサポートをしつつ、モデリングの仕事やねねと共にUIの開発に携わるようになる。
その頃、渡仏したコウはクリスティーナの妹でゲームディレクターの大和・カトリーヌ・十和と中学生の大和・ソフィー・和音の家にホームステイしつつ、フランスのゲーム会社「ブルーローズ」でカトリーヌの下で働いていた。そして先生になるか絵のお仕事をするか迷っていたほたるも大学を休学して、コウと共にカトリーヌの家で暮らしつつブルーローズで働くことになる。そしてコウとほたるはブルーローズの新作ゲーム『ユートピア』の最重要モンスター「キングズハンド」のデザインを巡って競い合うことになる。またソフィーは『PECO』にハマったことがきっかけで青葉のファンとなり、自らもキャラクターデザイナーになることを決意する。そんな時、コウはカトリーヌから正式にブルーローズに入社することを要請される。イーグルジャンプを辞めるか否か迷うコウだったが、ほたるやソフィーとの会話の中で自分が本当にやりたいことを自覚し、イーグルジャンプに戻ることを決意する。日本への旅立ちの日、コウの部屋には自らが描き上げたキングズハンドの完成画が置かれ、最終的にはコウのデザインが採用されることになった。
一方、『DDB』は開発も終盤に差し掛かった頃、現状のクオリティに納得がいかなかったはじめは大規模な仕様変更を決意する。しかし、クリスティーナが『DDB』と同時期に芳文堂から発売される『ダイナギアーズ』（以下『ダイナ』）を警戒して発売延期に反対したため、発売日は当初予定のままで仕様変更が行われる。その結果、ゲームそのものは面白くなったものの、開発状況は炎上状態に突入。キャラ班と企画班の負担が圧迫されると共に、外注会社に頼んだキャラモデルの品質も著しく低下してしまい、青葉達は仕様変更を諦めるか否かの決断を迫られることになってしまう。しかし、イーグルジャンプに戻ってきたコウがクリスティーナを説得したことで2か月の発売延期が決定。また問題視された外注の品質もコウのサポートによって大きく改善したことで、『DDB』は無事にマスターアップを迎えることが出来た。『DDB』の売上自体は『ダイナ』の半分以下だったものの、利益率の面では『ダイナ』に負けない数値を出すことに成功したのだった。

### 『フェアリーズストーリー4』編（10巻〜13巻）
『DDB』の発売後、『DDB』開発の裏でしずくが構想した『フェアリーズストーリー4』（以下『FS4』）の開発がスタートする。コウは自らADに志願すると共に、キャラコンペを行わずに青葉を『FS4』のキャラクターデザイナーに指名する。青葉はコウの指示の元で主役のキャラデザを行うもののコウが思い浮かべるイメージをなかなか表現出来ず、コウもまた青葉に対して自分のイメージを明確に指示することが出来ずにいた。一度はスケジュール面の問題からコウが妥協を余儀なくされる寸前までいったものの、青葉が土壇場でコウをモデルにしたキャラデザを描いたことでコウを含めた全員が納得出来るキャラデザとなった。そしてこれをきっかけに主役以外のキャラデザもイーグルジャンプの開発メンバー達をモデルに描かれることが多くなった。一方、ほたるも大学中退とブルーローズへの正式入社を決意し、『ユートピア』のパッケージイラスト担当の座を勝ち取ることに成功した。
順調に開発が進む『FS4』だったが、青葉によるキービジュアルの話が動き始めた頃、芳文堂から「『ダイナ』に資金を集中する」という理由で一方的に出資が止められてしまい、開発中止の危機に陥ってしまう。りんとクリスティーナは開発続行のため奔走し、その中でクリスティーナはカトリーヌにブルーローズによる『FS4』への出資をお願いし、カトリーヌも了承する。そして『FS4』のタイトルが使用出来ないかもしれないという問題点を残しつつも、ブルーローズからの出資が行われることになり開発続行が決定する。
しかし、カトリーヌはこれまでキャラコンペで勝ったことがない青葉をコンペなしでキャラクターデザイナーに選んだことを問題視し、出資の条件として『FS4』のキービジュアルを青葉ではなくほたるに描かせることを要求する。結局はコンペでキービジュアルを決めることにはなったものの、青葉はコウから完全に信用されていなかったことへのショックと、天才のほたると絵で争うこと対する自信喪失が原因で会社に来なくなってしまう。しかし家に押しかけてきた紅葉の叱責によって自信を取り戻し、コンペへの参加を決意する。そしてコンペ当日、青葉はほたるが描いたものを上回る出来のキービジュアルを発表し、カトリーヌにも認められた上でキービジュアル担当を勝ち取る。最終的に『FS4』は芳文堂とブルーローズの共同出資という形で『フェアリーズストーリー4』として世に出され、大ヒットを記録することになった。
そして『FS4』の発売から数年後、成長したソフィーがイーグルジャンプに入社し、AD兼キャラクターデザイナーとなった青葉のチームに入るところで本作の物語は幕を閉じる。

## 登場人物
本作の主な登場人物はほとんどが女性で、男性の多くは一部の劇中ゲームキャラクターや動物（ペット）などの例外を除いて名前などの個性が描写されず、端役としてのみ登場する。本作は百合（女性同士の同性愛）ジャンルの漫画として受け取られることもあるものの、作者の得能は、意図的に百合として描いている遠山りんと八神コウの関係性を除けば、他は友情のつもりで描いているとしている。主要な登場人物の名前は姓が漢字・名が仮名という命名規則で統一されているものの、主人公の涼風青葉は字面を優先したため姓も名も漢字表記となっており、また劇中2年目に登場する望月紅葉も、やがて青葉にとって重要な立ち位置となっていくことを示すために、対になる名前が与えられている。登場人物の服装は、キャラクター紹介ページやイラストではお洒落に、本編中は勤務中であることを意識して、やや野暮ったくも可愛らしい服装という匙加減を意図して描き分けられている。
テレビアニメ化の際には、主要な登場人物の誕生日やABO式血液型、身長、食べ物の好き嫌い、出身地の都道府県といったプロフィールが設定され、アニメ版公式サイトで公開された。年齢は劇中で年齢が明かされた時点でのもの。「声」はテレビアニメ版で役を担当した声優。
役職の欄の「FS」「DDB」はそれぞれ「フェアリーズストーリー」「デストラクションドッジボール」の略称である。

### グラフィックチーム
主な登場人物はゲーム会社・イーグルジャンプのグラフィックチームに所属しており、その関係の中で物語が進行する。
涼風 青葉（すずかぜ あおば）
声 - 高田憂希
役職 - キャラ班メンバー（FS3） → キャラクターデザイナー兼モデラー（PECO） → キャラ班モデラー（DDB）
本作の主人公。18歳。小学生の頃に『フェアリーズストーリー』というゲームを好きになり、そのキャラクターデザインを担当していたコウに憧れたことがきっかけでキャラクターデザイナーを志すようになり、高校卒業後に美術大学の現役合格を蹴って、そのゲームを制作していたイーグルジャンプに就職した。入社後はコウと同じチームに部下として配属されることとなり、付き合いを深めていくうちにコウとは師弟のような間柄ともなっていく。
就職するまでバイトもしたことがなかったが、周囲に対する気配りができるなど、コミュニケーション能力が高く、同僚や上司が抱えている心の垣根を超えていくことができる。言動には少し天然なところがあり、危なっかしく見える一面もあるが、性格は素直で、仕事に対するモチベーションも強く、同僚からは大きな夢を持って仕事に取り組む姿勢を評価され、上司からも将来を期待されている。時折、サディスティックな一面やブラックユーモアを披露することがあり、後にはそれがゲーム制作のアイデアにも生かされていく。
職場では紺色のレディーススーツを襟元のリボンタイと合わせて学生服風に着こなし、白い靴下を履いており、彼女のトレードマークとなっている。背が低く、童顔とツインテールの髪型もあいまって、社会人はおろか高校生にすら見えないと言われることがある。運動神経ゼロを自認しており、登場人物の中でも特に飛び抜けて劣っている。ブラックコーヒーが苦手で、入社初日に大人ぶって無理に飲もうとしたことを後々までコウにからかわれている。酒に弱く、ウイスキーボンボンで酔ってしまう。父や母と同居する一戸建ての自宅から電車で通勤している。
八神 コウ（やがみ コウ）
声 - 日笠陽子
役職 - キャラクターデザイナー兼キャラ班リーダー（FS3） → キャラクターデザイナー兼アートディレクター（PECO） → ブルーローズアートチームメンバー
青葉の上司で、りんとは同い年の同期。25歳。青葉にとってゲーム会社への就職を志望するきっかけになった、憧れのキャラクターデザイナー。物語開始時点ではキャラ班のリーダーを務めている。自分という壁を越えて欲しいという期待も込めて、本来なら及第点の仕事に敢えてリテイクを出すなど、青葉に対しては厳しくも愛情を持って接している。プライベートな事柄に関しては大雑把で忘れっぽいが、仕事に対する熱意は本物で、ひとりで数人分の作業をこなし、会社に連日泊まって作業をすることも厭わない。普段はラフな格好を好み、職場で寝泊まりする際には、その方がすっきりするという理由でスカートを脱ぎたがり、青葉の入社初日にもパンツ丸出しの格好で現れて、彼女を困惑させた。一方でメディアに露出する際には、別人のようにフェミニンな格好をさせられている。また、時折母親から心配されて電話をもらうことがあり、本人は伏せているものの、母親の事は「ママ」と呼んでいる。
他人と密に相談しなくても、少ない情報から意図を汲んだキャラクターデザインができ、絵を描くのも速く、青葉が何日も悩むような課題を一瞬で描き上げることができる。その反面、実は陰では行き詰まって悩んでいることも多い。絵は素晴らしいが完成されすぎていると指摘される場面もあり、上司の葉月からはもっと作風を広げることを期待されている。
物語開始から約7年前に青葉と同じく高卒でイーグルジャンプに入社し、入社翌月に『フェアリーズストーリー』のメインキャラデザを社内コンペで勝ち取ったという経歴を持つ。当時は人間関係が苦手で態度も刺々しく、生意気な態度から先輩社員との軋轢が絶えなかった。一方、かつて要職を任された際には周囲に厳しく当たりすぎてしまい、当時入社したばかりの後輩を潰してしまって自己嫌悪に陥った過去がある。青葉にとっての上司として、あるいは超えるべき壁としてのあり方に悩みつつも、良き先輩として振る舞おうと奮闘する。
青葉の成長を目の当たりにしたことで自身もスキルアップが必要だと考えるようになり、遂には海外で勉強して更に上を目指すことを決意し、クリスティーナの伝手でフランスのゲーム会社への就職を得るが、後に聞いていたりんに知られ、彼女に引き留められたところを説得してりんを承諾させた。その後、第6巻64話にて、見送りに来た青葉に上司としての激励と今までの感謝の言葉を送り、後からやって来た皆に見送られながら日本を後にして渡仏し、イーグルジャンプを離れる。
遠山 りん（とおやま りん）
声 - 茅野愛衣
役職 - 役職はアートディレクター兼背景班リーダー（FS3） → アシスタントプロデューサー（PECO） → プロデューサー（制作より）（DDB）
コウと同い年の同期。25歳。コウに対して同性としての恋愛感情を抱いているかのように振る舞い、ともに初任給をつかって旅行に出かけたり、休日に彼女の家に出向き夕食を作ったりするほど親密な仲で、特にコウがひふみや青葉と会話をする様子を見て焼きもちを焼いたり、彼女に対して掛かって来た電話の相手が彼氏ではないかと疑って陰から様子を探ろうとするなど、本当に好意を寄せているといった一面も見せており、また後述のフランスの件ではコウに「（フランスに）行かないでほしい」や「ずっと傍にいてほしい」とまで告げていた。コウと今の関係が続いていくことを望んでいることを上司の葉月から見抜かれており、コウが男性社員と親密になってしまうような状況に耐えられそうにない性格と思われているため、青葉たち女性ばかりのチームを割り当てられている。ひふみの見立てによれば、コウが鈍感でりんの気持ちに気がつかないために、二人の関係は長年に渡って進展していないとされる。
温和な性格で、『フェアリーズストーリー3』の開発では初めてのアートディレクターとして内心は苦労しつつも、グラフィックチームの個性的な面々をまとめ上げており、スケジュール管理やマネジメントの能力の高さを周囲から評価されている他、うまく仕事が進まずに悩んでいた青葉や、上司としてのあり方に悩むコウの相談にも乗っているが、反面では酒が入ると横暴な性格に変貌し、特に青葉に対して酒の席に関するルールやお酌のポイントなどを厳しく教えていた。また、怒らせると怖いようで、実際にエアコンの調節を何度もいじっていたコウとはじめ、ゆんに怒号を見せた上に彼女らがその場で怖気づいた程である。
ゲーム『PECO』の開発ではプロデューサーに抜擢され、グラフィックチームを抜ける。コウが渡仏することを知った際には自分の本心を涙ながらにぶつけてまで引き留めようとしたが、コウに説得されたことで彼女が渡仏することを笑顔で承諾し、コウが日本を離れる際には真っ先に見送りに来る。
滝本 ひふみ（たきもと ひふみ）
声 - 山口愛
役職 - キャラ班メンバー（FS3） → キャラ班リーダー（PECO, DDB）
青葉の2年以上先輩の同僚で、劇中1年目では青葉の真後ろ（ブース内での対角位置）に席がある。年齢は20歳以上。立場は青葉・はじめ・ゆんよりも先輩で、実力もあるが、人と対面で話すことが苦手。いつも硬い表情でぼそぼそとしか喋ることができず、社内での会話は主にインスタントメッセンジャー（メッセ）を介して行う。メッセでは打って変わってフランクな口調となり、顔文字も多用する。年齢は明かされていないが、入社時期はコウの入社よりも数年後の、青葉が高校生の頃に発売された『フェアリーズストーリー2』の開発時期のことで、当時のコウの挫折を実際に見ているひとり。先輩のコウ、りんとはタメ口で接しており、コウからは「ひふみん」と呼ばれる。
家で宗次郎という名前のハリネズミを飼っており、小動物的なところが似ている青葉には親近感を覚えている。青葉と打ち解けたことで、次第に柔らかい表情を作れるようになり、また人付き合いの苦手を克服したいと思うようになる。第3巻38話からはコウを引き継いで『PECO』のキャラ班リーダーに昇進し、他人に対して厳しく接することができない弱点を危惧されつつも奮闘する。劇中2年目では研修生の紅葉に席を譲り、青葉のいるブースからコウのいるブースへと移動する。
異性と交際した経験がなく、男性と一緒にいるのは落ち着かないという先入観を持っている。自分に話しかけてこない相手は良い人という価値観を持つ。コスプレが趣味だが、その姿を職場の知り合いに披露することには抵抗を感じている。コスプレのキャラクターになりきれば喋れるが、職場で応用しようとしてもうまくいかない。また、表情を上手く作れるようになってからは青葉に食べさせようとしたおかずをコウに横取りされた際は怒りの表情を見せ、葉月が青葉たちにメイドの格好をさせた時には自身も巻き込まれないように去りつつも冷たい視線を送る（その際に青葉や葉月を「怖い」と思わせる程に震え上がらせていた）、等の感情が露わにもなっていた。
右胸に目立つほくろがあり、肌を露出させる場面では露わになる。
作者の得能によれば、当初の構想では他の登場人物と対立を起こすこともなく、主人公が困った時にだけ手助けしてくれる穴埋め的なサブキャラクターという位置づけであったものの、描き始めると主人公の一番の親友というポジションを確立し、想定以上に活躍し、おどおどとした話し方も読者に受け、特に序盤では筆頭の人気キャラクターであったという。しかし、当初の立ち位置のままでは毎回おどおどしているだけで話が膨らまずマンネリ化してしまうため、おどおどしながらも周囲に対して能動的に関わらざるを得ない立場に昇進するという展開が設けられた。
篠田 はじめ（しのだ はじめ）
声 - 戸田めぐみ
役職 - 役職はモーション班メンバー（FS3） → モーション班メンバー兼企画のお手伝い（PECO） → ディレクター（DDB）
青葉から見て通路を挟んで右隣の席にいる1年先輩の同僚で、ゆんと同期。21歳。ボーイッシュな外見と服装をしているが、巨乳でグラマー。青葉たちのブースの中では唯一のモーション班で、モーション班に空席がないことから、壁を隔てた隣にあるキャラ班のブースに席を置いている。与えられたキャラクターに動きをつける仕事は気に入っており、また企画の仕事にも強い興味を持っているが、新規にデザインを描き起こすことは苦手。
仕事の資料を兼ねた趣味として、自身のデスクに多数のフィギュアと模造剣を飾っており、給料を注ぎ込んでいる。お調子者で、初めての後輩である青葉に良いところを見せようとして失敗するおっちょこちょいな一面もある。
学生の頃は隠れオタクで、髪を伸ばして女子高校生らしいファッションをしていたという過去がある。
飯島 ゆん（いいじま ゆん）
声 - 竹尾歩美
役職 - キャラ班メンバー（FS3） → キャラ班モデラー（PECO） → アートディレクター（DDB）
青葉から見て左隣の席にいる1年先輩の同僚で、はじめと同期。関西弁で話し、21歳。しっかり者で、主要登場人物の中では比較的現実的な価値観を持つ。勤務中はフリルやレースがついた服を好んで着用しているが、かつて地方から家族と共に上京するまでは地味でおしゃれとは無縁だった過去があり、その反動で気合いが過剰な方向に服飾のセンスがずれている。根は家庭的かつ庶民的な性格で、幼い双子の弟と妹がおり、面倒見のいいお姉ちゃんである。
モンスターのモデリングが専門で、自分のデスクを骸骨やぬいぐるみ、ハーリキンチェック柄の壁紙で飾っている。職場にティーセットを持ち込み、同じブースの青葉、ひふみ、はじめと、おやつの時間によく一緒にお茶を飲んでいる。はじめと共に、青葉からは良い意味で年上の感じがしないという印象を持たれている。
モンスターや動物を描くのは好きで、上司のりんからも熱意も評価されている一方、漠然とした動機で入社しその後も明確な目標を持てずにいることを内心では負い目に感じており、目標に向かって邁進するモチベーションを持った青葉やはじめのことを時には冷めた目で見つつ、まぶしくも思っている。
青葉ほどではないが運動が得意ではない。原作第2巻やテレビアニメ版ではダイエットに気を遣っているという描写が繰り返されている。
作者の得能によれば、連載開始前の初期設定では「浮き世離れした価値観を持っており、青葉にとって一番の親友となる」という旨の立ち位置が予定されていたものの、はじめと共に設定が大きく変更され、いずれも性格を掴むまでに手間のかかった登場人物であったとされる。
テレビアニメ版では、役を演じた竹尾歩美が辛うじて関西圏内と言える三重県（東海地方に分類する場合もある）の出身であったことから、三重県の方言のイントネーションを基本にしつつも、関東圏の人にも馴染みのある関西弁を意識した口調で喋る、という方針で演出されている。
望月 紅葉
「#研修生」を参照。

### その他の社員
阿波根 うみこ（あはごん うみこ）
声 - 森永千才
役職 - プログラマー（FS3） → プログラムチーフ（PECO） → メインプログラマー（DDB）
ねねの上司。沖縄県出身で、日焼けした肌の持ち主。姓で呼ばれることを嫌がっており、周囲には「うみこ」と名で呼ぶよう強要している。ひふみの入社よりも後に他社からの転職で入社した立場だが、肝が据わっており、上司である葉月に対してもずけずけと意見を言う。仕事に厳しく、バグに繋がる他人のミスや、手間を増やす仕様の変更に対しては辛辣な物言いをしてしまう反面、根は善良で、棘のある態度を自省する配慮も持ち合わせている。
サバイバルゲームや、FPSが趣味のミリタリーマニアで、趣味の話になると饒舌になり話が終わらなくなる。自分のデスクには多くのモデルガンが飾ってあり、激昂すると相手に銃口を向けて撃ちたがる。
原作では第2巻15話から登場。テレビアニメ版では第1話から顔を見せている。テレビアニメ版では、ビルの屋上にサバイバルゲームの訓練場を作っているというエピソードが描かれている。
作者の得能によれば、連載中にねねの立ち位置が変更されてアルバイトとして入社する展開になったため、ねねをコントロールするために設定された登場人物とされる。辛辣に描きすぎないよう苦労して調整を重ねた結果ねねとうみこはペアでの人気が登場人物の中でも特に高いという。
葉月 しずく（はづき しずく）
声 - 喜多村英梨
役職 - 役職はディレクター（FS3, PECO） → スーパーバイザー（DDB）。
『フェアリーズストーリー』シリーズの企画担当ディレクターで、『PECO』でも引き続きディレクターとして製作スタッフをまとめ、青葉たちの提案を検討したり、ゲームのストーリーに反映させたりできる立場にある人物。年齢は永遠の20歳（自称）。ウェーブのかかったロングヘアで、眼鏡とストールを身に着けている。
青葉とは素性を隠して採用面接直前に会っており、彼女の採用を決めた人物でもある。可愛い女の子が大好きで、麾下のメンバーを女性で固めており、一言で言い表せば「ヘンタイ」。青葉からは「変わった人」と認識されている。社内において他者の反論を許さない高い地位にあるものの、劇中ではあまり強い発言力を見せつけることはなく周囲を立てており、誰よりも部下たちのことを気にかけている。一方、ゲームを面白くするためには仕様の変更は仕方がないという考えを持っており、軽々しく仕様変更を繰り返してうみこを怒らせている。
原作では第2巻25話の『フェアリーズストーリー3』完成後の打ち上げパーティで初登場し、初対面を装って青葉と言葉を交わしている。一方でテレビアニメ版では第1話から飼い猫のもずくと共に青葉を取り巻くレギュラーキャラクターのひとりとして登場し、入社間もない青葉を気遣う上司という役回りで描かれている。
桜 ねね（さくら ねね）
当初はアルバイトとして開発に参加した青葉の友人。「#青葉の友人や知人」を参照。
大和・クリスティーナ・和子（やまと・クリスティーナ・わこ）
声 - 名塚佳織
役職 - プロデューサー（パブリッシャー社員）（DDBでは商戦より）（FS3, PECO, DDB）
出資会社である芳文堂のプロデューサーで、ゆん曰く「チームで一番偉い人」。ただし彼女自身は会社の要求を現場に伝える立場でもあり、企業の意向に逆らえない場合もある。
黒のレディーススーツを着用している。フランス人と日本人のハーフで、フランス在住の家族がいる。青葉やコウからは姓で呼ばれているが、葉月からはミドルネームで呼ばれており、葉月と話すときには親しげな口調になる。
第3巻#38話から登場するが、当初は意図的に読者から共感されないような登場人物として描かれている。第4巻#49話では出資会社の代弁者として、読者に憎まれる悪役という立ち位置で登場し、青葉が実質的なメインキャラクターデザイナーを努めたゲーム『PECO』のキービジュアルを、商業的な理由からコウに任せるという決定を二人に伝えた。ただし大和自身は内心でこの決定を理不尽に感じており、酒の席で葉月と二人きりになった際には、自分の力では出資会社を動かせなかったことに対して号泣している。その後は主要登場人物らと和解し、準レギュラーとして登場するようになる。
テレビアニメ版第1期では第12話の、『フェアリーズストーリー3』完成後の打ち上げパーティの場面で端役として初登場し、会場の受付をしている姿が描かれた。第2期からは原作同様の立場を演じる。
花男（はなお）
イーグルジャンプの社長。葉月には花ちゃんと呼ばれており、葉月とは別のチームのディレクターも務めている。社長であることが発覚するのは劇中2年目で、創立者か昇進かは不明。名前は第8巻の相関図にて紹介された。
第5巻「THE SPINOFF!」で青葉の本番の面接を担当した人物で、第1巻2話では青葉の入社時挨拶で端役として登場している。面接時の青葉に対しては一定の評価を下していたものの、若さゆえの危うさを危惧しており、青田買いを狙った葉月のチームに青葉の採用を譲った。
性別は明言されておらず、男色趣味で女性のような口調の男性なのか、喉仏のある男性のような体格の女性なのかは、曖昧に描写されている。葉月とは逆に可愛い男の子が大好きで、麾下のメンバーを男性で固めており、利害の一致する葉月と好みの新入社員を分け合っている。裏設定によれば、葉月のチームの女性に手を出そうとする男性社員を陰で始末しているとされる。
企画時の初期設定では桜庭花男という本名が設定されており、はじめの上司という地位が設定されていた。

#### 研修生
劇中2年目の第4巻51話では端役として登場し、面接を受けに来ている様子が描かれる。第6巻53話以降は東京ゲーム専門学校からのインターンシップという形でイーグルジャンプに入社し、青葉にとって初めての後輩となる。いずれもゲーム専門学校の生徒としては優秀と評されるだけの技術を習得している。後に正式採用が決定し、専門学校卒業後は正社員となっている。
望月 紅葉（もちづき もみじ）
声 - 鈴木亜理沙
役職 - グラフィック志望（PECO） → キャラクターデザイナー兼キャラ班メンバー（DDB）
イーグルジャンプ研修生。青葉と同じく、コウへの憧れをきっかけにしてキャラクターデザイナーを目指している。19歳。青葉の作風を「ばかっぽい」が「いいデザイン」と評しており、同い年で既に内部キャラクターデザイナーを任されている青葉に対して一方的なライバル意識を抱く。コミュニケーションが苦手で、メモを取らないと他人の名前を覚えられなかったり、とっさの挨拶ができなかったりする。砂糖を入れた紅茶が苦手。左利き。
鳴海 ツバメ（なるみ ツバメ）
声 - 大和田仁美
役職 - プログラマー志望（PECO） → プログラムチームメンバー（DDB）
紅葉の幼馴染で、青葉や紅葉よりも誕生日が早いが同学年。20歳。紅葉とは「もも」「なる」と呼び合う間柄で、中学生の頃から紅葉と共にゲームを制作している。実力で正社員の座を勝ち取り、紅葉と共にゲームを作るという目標を抱いてイーグルジャンプに研修生として入社するが、宿泊業を営む両親からはゲーム業界に進むことを反対されており、就職に失敗した場合は家業を継ぐようにと言い渡されている。
猫被りで、普段は愛想良く振る舞っているが、意地っ張りで辛辣な一面を持つ。ねねとは研修初日にいったん打ち解けかけるものの、明確な将来の夢もなく成り行きでゲーム会社に来ているように見えるねねに対して「コネ入社」というネガティブな印象を抱き、当初は反目する。その後、社員採用内定を賭けた場面での大失敗をねねの協力で乗り切ったことをきっかけに和解する。

### 青葉の友人や知人
桜 ねね（さくら ねね）
声 - 朝日奈丸佳
役職 - デバッガー（FS3） → 雑用（PECO） → プログラムチームメンバー（DDB）
青葉とは小学校に進学する前（テレビアニメ版では幼稚園に入る前）からの幼馴染で、お互い「あおっち」「ねねっち」と呼び合う間柄。物語開始時点ではきらら女子大学の学生で、青葉とは進路が分かれた後も、互いを思いやり、電話での交友を続けている。一人称は「私」。ドジでわがままな性格で、小柄で子供っぽく見られがちなため、大学では中学生扱いされてからかわれている。子供向けアニメを好む。高校時代は青葉に付き合う形で美術部に在籍していたが、絵心には欠けている。枠にとらわれず、機転が利き、高校時代には漠然と進路に迷っていた青葉に対して幾度か具体性のある助言をしている。
第2巻では夏休みのアルバイトとして『フェアリーズストーリー3』のテストプレイヤーとして採用され、プロ意識の欠如を怒られながらも、うみこの下でデバッグの仕事を経験する。その後デバッグが専門の会社に委託されることになったためにイーグルジャンプ社との接点を失うが、第3巻以降もうみことは個人的な交流を続け、助言を貰いながらゲームプログラマーを目指すようになる。第4巻ではうみこから向上心を認められ、契約社員として学業と平行しつつ下積みからのスタートという形ながら、再びイーグルジャンプで働くことが認められる。プログラムを勉強し始めて半年余りで自作のアクションゲームを完成させて青葉を驚かせており、うみこからもテストプレイヤーとしての能力や、プログラマーとしての成長の速さを評価されている。
星川 ほたる（ほしかわ ほたる）
声 - 石見舞菜香
青葉、ねねが高校3年生で美術部に入部した頃からの親友で、二人からは「ほたるん」と呼ばれている。一人称は「私」。かつて高校時代の青葉が志望していた芳文美術大学へと進学し、物語本編1年目の時点ではフランスに留学している。
身体が弱く、高校時代は体育の授業や行事も休みがちだったが、不得意な運動にも前向きに楽しんで取り組むことができる。イラストレーターを目指しており、青葉と知り合う前から美術大学を目指して研鑽を積んでいた。美術の力量は青葉より高く、高校在学中にネットに発表したイラストが元でライトノベルの仕事が来るほどだが、努力の結果を「才能」として括られるのは心外だと感じている。駄洒落を思いつくと一人笑いが止まらなくなるという一面がある。
本編では第3巻から、高校卒業後も交流が続いている親友として登場。青葉の高校時代を描いた第5巻「THE SPINOFF!」では、美術部の部長として青葉やねねと共に主要登場人物を努め、青葉の先を歩いている人物という立ち位置を担い、青葉の進路に大きな影響を与えた人物として描かれる。
日高 ちなつ（ひだか ちなつ）
青葉、ねね、ほたるが高校時代に在籍していた美術部の顧問教師で、青葉の学生時代を描いた第5巻「THE SPINOFF!」に主要登場人物として登場する。当時のほたるの学級（3年3組）の担任でもあり、ほたるが2年生だった頃に新任教師として赴任し、その時点で既に廃部が決まっていた美術部の顧問を任せられていた。
生徒と友達感覚で接し、美術部の活動も放任気味で、教え子からはもっと教師らしく振る舞うよう催促されている。自分の容姿を生徒と同じくらい若々しく、スタイル抜群であると自己認識しているが、生徒からは気まずいリアクションを返されている。学生時代から何でも万能にこなせるジェネラリストであるがスペシャリストにはなれず、美術大学で挫折して教師になったという経歴を持ち、自身のことをそれほど絵が上手くないと評している。一方、成り行きな人生でも前向きだったとも自負しており、高校卒業後の進路のことで将来の夢を描けずにいた頃のねねを諭した。
テレビアニメ版では第2期第5話にて、青葉が高校卒業時に撮った美術部の集合写真という形で姿が登場している。

### 親族
飯島れん（いいじま れん）
声 - 松田利冴
ゆんの弟。劇中1年目の年末の時点では来年から小学生だと言及されている。また、ムーンレンジャーの大ファンで、ゆんにヒーローショーや映画に連れていってもらっている。はじめとも顔見知りで、彼女に懐いており、自身もはじめから可愛がられている。
飯島みう（いいじま みう）
声 - 川上千尋
ゆんの妹。劇中1年目の年末の時点では来年から小学生だと言及されている。れんと同様にムーンレンジャーの大ファンで、ゆんにヒーローショーや映画に連れていってもらっている。はじめとも顔見知りで、彼女に懐いており、はじめからも可愛がられている。
青葉の母（あおばのはは）
声 - 山村響
青葉の母親。声のみの登場であるが、夫と共に青葉の為にスーツを買ってあげたりと優しい母親として語られており、同時に生活面で青葉を注意するなど、厳しいところもある。
青葉の父（あおばのちち）
青葉の父親。青葉の発言のみの登場であるが、妻と共に青葉の為にスーツを買ってあげたりと優しい父親として語られている。
コウの母（こうのはは）
コウの母親。コウの発言のみの登場となっている。コウの事を心配しており、時折状況確認のために彼女に電話を掛けている。また、コウからは「ママ」と呼ばれている。

### その他の登場人物
山田（やまだ）
声 - 藤田咲
単行本第2巻に登場。胸に「山田」という名札をつけた眼鏡の女性。16話では健康診断で採血を担当するそそっかしい新人看護師として、23話ではインタビュー記事の写真を撮影するためのカメラマンとして登場する。また、第2巻巻末では同じ容姿の人物が女性警察官として登場しており、テレビアニメ版第1期第12話Cパートとして映像化された際にはこの人物も「山田」としてクレジットされている。このほかテレビアニメ版では第2期第9話にて、原作第4巻48話に登場していたモブキャラクターと替わって、ヒーローショーの司会として登場している。
劇中ではそれぞれが同一人物なのか、別人であるのかは明かされていない。作者の得能は、おそらく親戚であろうと説明しており、テレビアニメ版ではそれぞれ別人という裏設定になっている。

### 動物
テレビアニメ版では、劇中に登場するペットの鳴き声を演じる声優は、すべて飼い主と一人二役となっている。
宗次郎（そうじろう）
声 - 山口愛
ひふみが家でペットとして飼っているハリネズミ。臆病でいつも隠れているが、素手で触れるまでには人に慣らしている。青葉からはひふみに似ているという印象を持たれているが、ひふみからは青葉が宗次郎に似ているという印象を持たれている。
モデルは作者の得能が飼っているハリネズミ。各巻の単行本あとがきでは、作者の代理という設定で登場する。テレビアニメ版では原作者代理として登場する場面こそないものの、本編での登場場面が原作よりも増えている。
もずく
声 - 喜多村英梨
葉月が飼っている太った猫。当初はテレビアニメ版のオリジナルキャラクターとして登場したが、テレビアニメ版の放送が始まって以降は原作にも登場している。
テレビアニメ版では葉月が毎日職場に連れてきているという設定で、第1期第1話からレギュラーキャラクターとして登場し、しばしば青葉をなごませている。テレビアニメ版では、幕間などにもずくの仕草や職場内を歩き回る様子を描写することで、アニメとして描くと画面が単調になりがちな職場内の風景に動きや変化を与えるという、演出上の役割も意図された。原作においては劇中2年目の第6巻52話で初登場し、葉月の計らいで、『PECO』のキービジュアルを巡って青葉やコウと気まずくなってしまった大和との仲裁役を担った。

### 劇中作品の登場人物

#### 『フェアリーズストーリー3』の登場人物
青葉が入社1年目に関わることになる劇中ゲームソフト。かつて葉月が初めてディレクターを務めた『フェアリーズストーリー』シリーズ1作目は社内での期待が低く、開発予算もほとんど割り当てられなかったが、当時は新人であったコウをメインキャラクターデザイナーに抜擢するなどの思い切った人選が行われ、発売後は話題作となり、当時まだ小学生であった青葉に「キャラクターデザイナーになる」という夢を抱かせた。また、シリーズ2作目の『フェアリーズストーリー2』は青葉が高校3年生に進級した頃に設定資料集が発売され、コウにとって過去の挫折に関わる作品として幾度か言及されている。『フェアリーズストーリー3』はシリーズ3作目の続編という設定で、青葉より1年先輩のゆん、はじめもこの作品の開発期間中に入社したと言及されている。
劇中ゲームのキャラクターは3DCGで描かれているという設定で、本編の主要登場人物のうち青葉のいるブースの4人は、主にモブキャラクターやモンスターのモデリングやモーション付けを行っている。本編のテレビアニメ版では実際に3DCGで描かれたゲームキャラクターが描写されているほか、第11話では劇中ゲームソフトのオープニングムービーという体裁でアニメ化されて登場している。劇中オープニングムービーでは内容は本編原作で語られた断片的な情報を膨らませて、典型的なファンタジーを意識したストーリー性が持たせられているほか、同じく第11話では劇中で出版されたコウへのインタビュー記事という体裁で、劇中ゲームソフトのストーリーに言及した記述が画面に映り込むカットがある。
ナイト
ゲーム『フェアリーズストーリー3』の主人公（プレイヤーキャラクター）。両刃の剣とプレートアーマーを装備している。平和主義的な信念を持っているという設定。
カレン
ゲーム『フェアリーズストーリー3』のメインヒロイン。髪型をサイドアップにしている。原作の劇中ではショップ店員（声 - 角元明日香）のコスプレとして登場し、ゲーム中には両手で伸びをするようなモーションのポーズがあるという言及がある。テレビアニメ版では「冒険に出たお姫様」という設定がされており。本編テレビアニメ版ではコウのデスクに設定画が貼られている描写があるほか、劇中ゲームのパッケージやオープニングムービー、ポスターなどにも登場し、髪を下ろしたドレス姿も描かれている。
コナー
ゲーム『フェアリーズストーリー3』のラスボス。ナイトの親友だが異なる信念を持っており、物語の途中でダークサイドに堕ちる。ゲームの発売前にはナイトと敵対することが伏せられ、主人公やヒロインと並び立つ主要登場人物として店舗別限定版特典グッズも販売されたと言及されているが、発売日当日の朝にはネタバレがSNS上で拡散してしまった。ねねのお気に入り。
原作本編では容姿が描かれていないが、本編ゲーム版『THE CHALLENGE STAGE!』のキービジュアルや本編テレビアニメ版の第11話では片目を前髪で隠し、護拳のついた細身の剣を装備した姿で描かれている。
村人（A）
ゲーム『フェアリーズストーリー3』の端役NPC。胸元にリボンをつけた若い女性。青葉がOJTの一環として初めてモデリングを担当したが、青葉には通常の合格ラインで満足して欲しくないというコウの意向もあり、表情やパーツのバランスで容赦なく駄目出しされ、完成までに1週間以上を要している。その後もキャラクターにモーションがつけられ、マップに配置されてゲーム本編へと組み込まれていく様子が描写され、ねねが青葉の仕事内容に気がつく場面にも登場している。
本編テレビアニメ版では第2話以降に登場し、原作よりも素朴な衣装に変更されているものの、同じ役回りで登場する。アニメ版では、『フェアリーズストーリー』シリーズはモブキャラクターにも詳細な設定が作り込まれていると言及されており、この村人も親の店を手伝っている商人の娘で、親孝行でしっかり者という設定が描写されている。本編テレビアニメ版では、このキャラクターの作業に行き詰まっていた青葉がねねとの会話を通し、モブキャラクターの必要性や意義に気付くエピソードが追加され、その後も印刷されたものが青葉のデスクに貼られていることが描写されている。原作者自身が脚本を担当した第9話では、段差と壁を利用するとパンツが丸見えになる「仕様」がねねに発見され、うみこの目に留まったことを発端としたエピソードが描かれた。
ソフィア
ゲーム『フェアリーズストーリー3』の重要NPC。ツインテールの髪型に小さなシルクハットを乗せた、サーカス団の新米の少女。ナイトをダンジョンに案内する道半ばで盗賊団に襲われ、ナイトの奮戦むなしく命を落とすという役回り。仕様書で指定された髪型や性格などの設定は青葉にそっくりで、青葉が初めてモデリング前工程からのキャラクターデザインから命名までを任せられた。同作において青葉が携わった中では唯一、モブキャラクターではなく名前のあるNPCで、青葉にとっての渾身の作となる。β版前日のバージョンには、ソフィアが盗賊に殺害されるはずの場面でハメ技を使うと、ソフィアが死なずゲームも進行しなくなるというバグがあり、ねねの報告によってデバッグされた。ゲーム展示会の新作発表デモにも登場し、人気も出たと言及されている。
本編テレビアニメ版では、第10話で青葉と喧嘩したねねが、ソフィアがサーカス団員と死別する直前の場面を見て和解を決意するという役回りが追加されているほか、第11話で描かれた劇中ゲームのオープニングムービーにも姿を見せている。
キーちゃん
本編テレビアニメ版に登場。正式名称は「キメラアント」。ゲーム『フェアリーズストーリー3』の洞窟エリアに出現する設定の、上半身が人型、下半身が蜘蛛型の雑魚モンスターで、ゆんがモデリングを担当し、はじめがモーションを担当した。第3話ではゆんとはじめの見解の相違で、モーションを巡って口論になりかける場面がある。第11話では劇中ゲームのオープニングにやられ役として登場するほか、共に第3話で発注されたモンスター・ゴームと共に展示会の新作発表デモに登場し、はじめとゆんを感激させた。

#### 『PECO』の登場人物
『フェアリーズストーリー3』に続いて青葉たち制作に関わる劇中ゲームで、続編ではない新規のタイトル。ステージクリア制のアクションゲームであるという設定。ディレクターとして続投する葉月を筆頭に、『フェアリーズストーリー3』に関わった制作スタッフを引き継ぐ。青葉の思いつきがゲームコンセプトに関わるアイデアとして採用され、本編で彼女と親しい同僚たちも重要な仕事を任されている。ゲームのバックストーリーは『不思議の国のアリス』をモチーフにしたものとなっている。
ペコ
ゲーム『PECO』の主人公（プレイヤーキャラクター）。頭の上に大きなリボンをつけた、現代人の少女。生きたぬいぐるみのモンスターたちが徘徊する異世界へと迷い込んでしまい、世界の謎を解き明かしながら生還を目指しているという設定。倒したモンスターを着ぐるみとして装備することで、同じ種類のモンスターからの攻撃を受けなくなったり、多種多様なモンスターの特殊能力を行使したりすることができる。
当初はモンスターの能力を吸収するという漠然としたゲームコンセプトしか決まっておらず、青葉の案を下敷きにしてコウが助言や修正を加える形で、二人の諍いを乗り越えてデザインが完成した。着ぐるみを着込んだ少女というコンセプトは青葉のアイデアによるもので、彼女が会社に泊まり込んで残業する際に使用しているクマの歩ける寝袋がモチーフとなっている。葉月にはコウを青葉と競わせて新しい作風を開拓させたいという目論みがあったものの、そうした思惑以上に青葉のデザインやコウとの協調性が評価され、結果としては知名度のあるコウを前面に立てたいという商業的な思惑との齟齬を生むことになってしまう。
女王
ゲーム『PECO』のラスボス。ペコと同じ時代のヨーロッパ出身の女性で、異世界を作り出して閉じこもり、ぬいぐるみの住人たちをこき使っているという設定。当初は意地の悪く恐ろしげな中年女性という人物像が想定されていたが、青葉が聞き役として葉月とアイディアを出し合った結果、寝たきりで動けず身寄りもいない境遇にある、寂しがり屋の少女という設定が与えられた。キャラクターデザインは青葉が3日がかりで描き、モデリングはゆんが担当した。

#### その他の劇中作品
キュアレンジャー（原作） / 信号戦隊シグナルスリー（テレビアニメ版）
声 - 濱野大輝
劇中1年目で、はじめが熱狂している戦隊ヒーロー。原作とテレビアニメ版では劇中番組名やコスチュームが異なるが、「赤」「青」などの漢字をモチーフにしたマスクを被っている点は共通する。テレビアニメ版では、はじめが机の脇にこの作品のマスクを飾っている描写があるほか、第6話に登場する以外に、第9話、第10話で名前に言及されている。
劇中2年目には、昆虫をモチーフにした新たな戦隊ヒーロー『インセクトブラック』という作品が登場し、はじめやゆんの弟妹がショーに熱中する場面が描かれている。
魔法少女ムーンレンジャー
声 - 山村響、藤田咲
ねね、はじめ、ひふみ、ゆんの弟妹が熱狂している戦闘美少女ものの劇中アニメ。青葉もねねに誘われて劇場版を鑑賞し「感動した」と評している。マイナーな女児向けアニメとしてスタートしたものの大人のファンからの支持も獲得してシリーズ化し、シリーズ開始当初はたどたどしかったヒロイン役の声優が歌う劇中歌の人気も高いという設定。劇中でヒロインを演じた声優（声 - 山村響）は『フェアリーズストーリー3』にも出演しており、打ち上げで青葉と対面している。ヒロインの決め技は、両手でハート型を作るポーズから攻撃を繰り出す「メガ粒子レクイエムシュート」。劇中2年目の4月の時点で2年半（10クール）の放送を終えて新主人公への交代があったと言及されている。
劇中ではヒロインの姿がコウと似た容姿で描かれているが、これは没になったエピソードの名残とされる。
ダンディーマックス
声 - 三宅健太
テレビアニメ版に登場。はじめの机の上にフィギュアが飾られている、コートを着て頭に包帯を巻いた壮年男性のキャラクター。原作者が脚本を担当したテレビアニメ版第9話では、はじめ、ゆん、ねねがファンだったカルト映画に登場するキャラクターであったという背景が語られ、青葉も子供の頃に一度見たことがあったと言及されている。

## 舞台

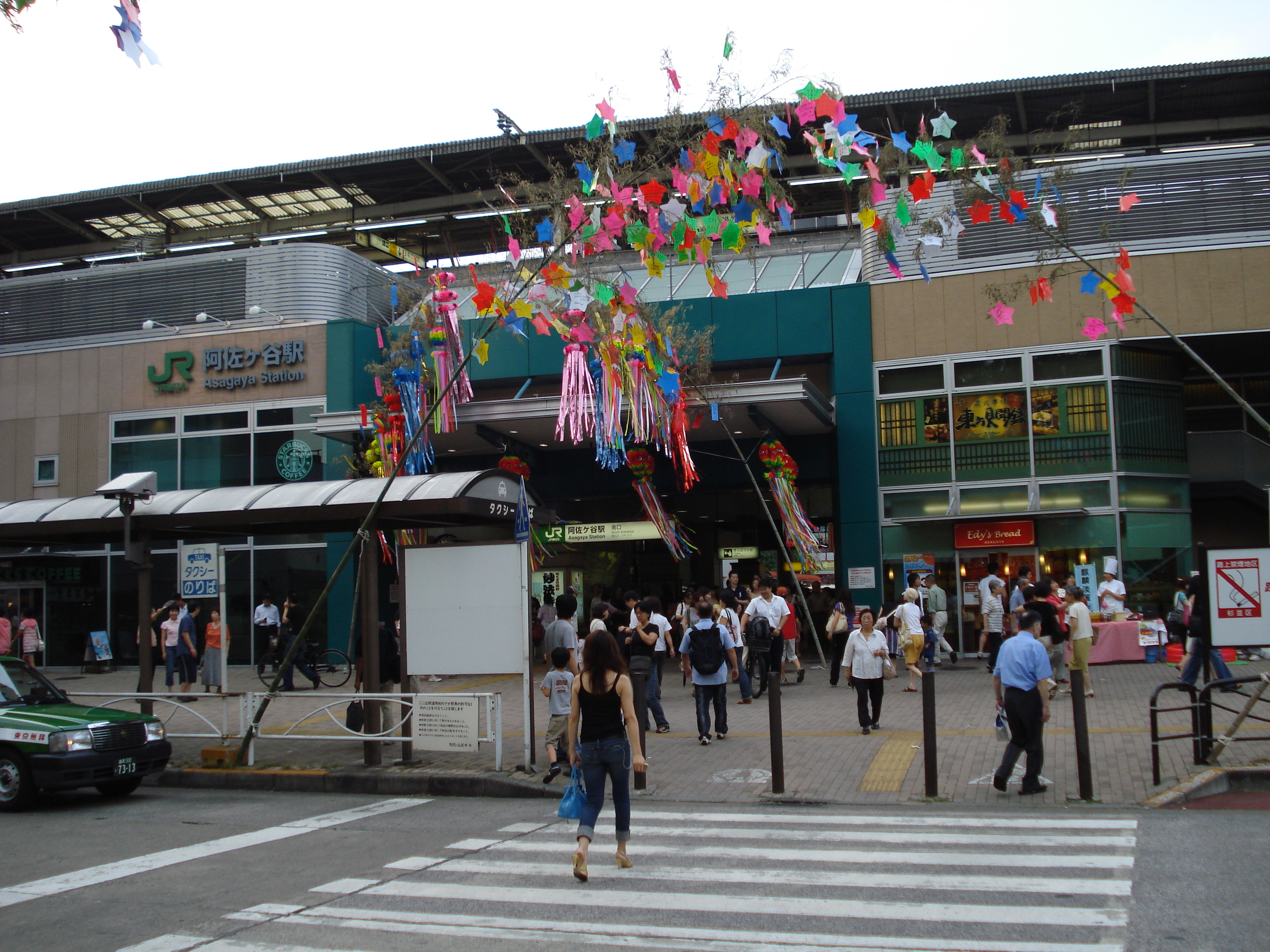
劇中に登場する阿佐ケ谷駅南口

青葉たちが働くゲーム会社「株式会社イーグルジャンプ」は、東京都の都市部に所在しているという設定になっている。原作では具体的な地名に触れる場面こそないものの、青葉が阿佐ケ谷駅（東京都杉並区）で下車して南口経由で出勤していると解釈できる描写があり、テレビアニメ版では原作の描写に沿う形で具体的な駅名にも言及されているほか、劇中に登場する勤務先周辺の店や風景も阿佐ケ谷駅周辺でロケハンされている。イーグルジャンプはゲームの制作部分を担当するデベロッパー企業で、劇中ゲーム『フェアリーズストーリー』や『PECO』は「芳文堂」というパブリッシャー企業が出資を行っているという設定となっている。劇中ではイーグルジャンプは「大きな会社ではない」と言及されているが、劇中の描写からは中小企業の規模ではないと解釈できるものもあり、一般向けのテレビゲームを複数開発する規模の企業であることが描写されている。
社内の入退場および出退勤の記録はすべてIDカードで記録されている。テレビアニメ版では、正規の勤務時間は10時00分から19時00分（実働8時間）という設定。劇中の登場人物はほとんどが女性だが、男性の社員もいることが言及されている。チームを率いるディレクターが人事に関して決定権を持っており、実力や相性を考慮したチーム分けがされている。青葉の所属するチームが女性ばかりなのは、ディレクターの葉月の「失敗を許容できるような可愛い子を部下にしたい」という意向や、要職にあるコウとりんの人間関係を考慮した結果であることが示唆されているが、男性中心のチームもある。なお、新入社員の採用は不定期であると言及されており、人材の募集は通年で行っているほか、未経験者の採用にも積極的である。青葉が入社した年の採用は、青葉のみであった。
社員の労働環境については、正社員とアルバイトでは賃金形態が異なるとされ、時給制となっているアルバイトが正社員と同じように残業や休日出勤を繰り返すと、正社員と給料の額が逆転してしまうという言及がある。テレビアニメ版では正社員が月給制、アルバイトが時給制とされている。正社員は睡眠時間を削っての夜遅くまでの残業が多く、マスターアップ（ゲームの完成）が近づくと泊まり込みの作業もあるという描写がされており、劇中では遠回しに「ブラック企業ではないか」というニュアンスの指摘をされる場面もある。ただし、昇級や有給休暇の制度が健全に機能している描写もあるため、ゲーム会社という特殊性も加味すると、劇中で描かれる労働環境の善悪は読者の解釈が分かれるものとなっている。また、マスターアップを迎えた後には有給休暇をまとめて消化する描写がある。
なお、本作の作者である得能はゲーム会社の取材に際し、知人が在籍する3DCGモデリング会社の株式会社フライトユニット（東京都杉並区）から取材協力を得ており、登場人物たちのデスクの上の光景や、社員の採用基準、（テレビアニメ版での）猫のいる職場環境などの設定に反映されている。デスク周りの光景はテレビアニメ版で詳細な設定が作られ、後に原作にも反映された。また、テレビアニメ版の劇中において、本編の登場人物たちが3DCGを制作している劇中ゲームキャラクターも、フライトユニットがモデリング協力している。ただし、フライトユニット代表の松本浩幸（安堂ひろゆき）によれば、取材が反映されているのは部分的な要素であり、フライトユニットがそのまま劇中ゲーム会社のモデルとなっているわけではなく、細かくパーティションで仕切られて社員が女性ばかりという社内風景などは、現実のフライトユニットの社内風景と異なっているとされる。
本作では、ゲーム開発を取り巻く環境については普遍的な内容に徹する方針で描かれており、劇中で用いられている開発環境については明確な描写が少ないものの、第4巻にはAutodesk社の3Dモデリングソフト「Maya」のスクリプト言語であるMEL（Maya Embedded Language）に言及する場面がある。なお、テレビアニメ版では「Maya」の市販教本『Autodesk Maya トレーニングブック3』の出版元のボーンデジタル社が協力しており、ソフト名こそ実名ではないものに改変されているものの、前述の教本などソフト関係の書籍が、何種類か実物の装丁や丁割（ページレイアウト）で登場している。
漫画の中で実在の地名に言及される場面としては、第3巻36話、第5巻SP10話で青葉、ねね、ほたるが初日の出参りをするために高尾山（東京都八王子市）に登山する場面がある。

## 書誌情報

### 単行本
- 得能正太郎、芳文社〈まんがタイムKRコミックス〉、全13巻[427]
  - 『NEW GAME! 1』2014年3月14日発行（2月27日発売）、ISBN 978-4-8322-4414-6
  - 『NEW GAME! 2』2015年4月11日発行（3月27日発売）、ISBN 978-4-8322-4546-4
  - 『NEW GAME! 3』2016年2月11日発行（1月27日発売）、ISBN 978-4-8322-4656-0
  - 『NEW GAME! 4』2016年8月11日発行（7月27日発売）、ISBN 978-4-8322-4720-8
  - 『NEW GAME! 5 -THE SPINOFF!-』2016年8月11日発行（7月27日発売）、ISBN 978-4-8322-4721-5
  - 『NEW GAME! 6』2017年7月12日発行（6月27日発売）、ISBN 978-4-8322-4847-2
  - 『NEW GAME! 7』2018年4月11日発行（3月27日発売）、ISBN 978-4-8322-4929-5
  - 『NEW GAME! 8』2018年11月9日発行（10月25日発売）、ISBN 978-4-8322-4986-8
  - 『NEW GAME! 9』2019年7月12日発行（6月27日発売）、ISBN 978-4-8322-7101-2
  - 『NEW GAME! 10』2020年2月11日発行（1月27日発売）、ISBN 978-4-8322-7153-1
  - 『NEW GAME! 11』2020年9月11日発行（8月27日発売）、ISBN 978-4-8322-7209-5
  - 『NEW GAME! 12』2021年4月10日発行（3月26日発売）、ISBN 978-4-8322-7262-0
  - 『NEW GAME! 13』2021年10月12日発行（9月27日発売）、ISBN 978-4-8322-7306-1

「THE SPINOFF!」の副題で出版された第5巻は、全ページが書き下ろしのエピソードの、主人公である青葉の学生時代を描いた外伝的な作品（前日譚）となっており、読者が時系列に沿って第1巻の前に読んでも差し支えない内容が意図されている。当初はこれを「第0巻」として出版することも検討されていたものの、出版上のルールで実現しなかった。単行本の目次は裏表紙カバー袖にあり、各話サブタイトルと第1巻から通しで振られたエピソード番号がつけられているが、外伝である第5巻には「SP」で始まるエピソード番号がつけられ、本編と区別されている。

### 完全版
B5判の完全版『NEW GAME! -Complete Edition-』が2023年11月から2025年8月まで刊行された。
- 得能正太郎『NEW GAME! -Complete Edition-』芳文社〈まんがタイムKRコミックス〉、全6巻[432]
  1. 2023年11月16日発行（11月1日発売）、ISBN 978-4-8322-7500-3
  2. 2024年4月16日発行（4月1日発売）、ISBN 978-4-8322-9538-4
  3. 2024年8月16日発行（8月1日発売）、ISBN 978-4-8322-9566-7
  4. 2025年1月10日発行（2024年12月26日発売）、ISBN 978-4-8322-9602-2
  5. 2025年4月1日発売、ISBN 978-4-8322-9629-9
  6. 2025年8月1日発売、ISBN 978-4-8322-9653-4

### 電子書籍
電子書籍版は2015年3月13日、コミックシーモアが他の電子書籍ストアに先駆けて、単行本第1巻を独占先行配信するという形で開始された。その後は他の電子書籍ストアでも販売が行われている。

### 関連書籍
- 『NEW GAME! アンソロジーコミック』 芳文社〈まんがタイムKRコミックス〉、既刊3巻（2017年8月26日現在）[434]
  1. 2016年9月11日発行（8月27日発売）、ISBN 978-4-8322-4740-6
  2. 2017年8月11日発行（7月27日発売）、ISBN 978-4-8322-4859-5
  3. 2017年9月10日発行（8月26日発売）、ISBN 978-4-8322-4867-0
- 得能正太郎『NEW GAME!画集 FAIRIES STORY』芳文社〈まんがタイムKRコミックス〉 2016年10月12日発行（2016年9月27日発売[435]）、ISBN 978-4-8322-4752-9
- 得能正太郎『NEW GAME!画集 NEXT GAME!!』芳文社〈まんがタイムKRコミックス〉 2021年10月12日発行（2021年9月27日発売[436]）、ISBN 978-4-8322-7312-2

## アニメ
テレビアニメ1期は2016年7月4日から9月19日までAT-X・TOKYO MXほかにて放送された。
テレビアニメ1期の続編として第2期『NEW GAME!!』がAT-X・TOKYO MXほかにて、2017年7月11日から9月26日まで放送された。

## ゲーム
『NEW GAME! -THE CHALLENGE STAGE!-』（ニューゲーム ザ チャレンジステージ）のタイトルで5pb.より2017年1月26日に発売された。対応機種はPlayStation VitaとPlayStation 4、ジャンルはアドベンチャー。
「フェアリーズストーリー3」の予約が好調なことから追加ストーリーをダウンロードコンテンツとして制作することになり、そのアートディレクターとなったという設定の青葉たちのストーリー。
育成パートでは青葉を育成する。会社の先輩に仕事を教わることで青葉の能力が上昇していく。誰から教わるかによって青葉の能力値が変化する。育成パートの合間にはアドベンチャーパートがあり、ここでは他のキャラクターとの会話イベントとなる。会話の選択肢によって、親密度が変化する。ストーリーの後半ではキャラクターの個別ルートに進行する。個別ルートはゲーム完成後の社員旅行という設定で、様々なイベントが発生する。
オープニング主題歌「ググッとワーク☆彡」
作詞 - KOCHO / 作曲・編曲 - 奥井康介 / 歌 - fourfolium［涼風青葉（高田憂希）、滝本ひふみ（山口愛）、篠田はじめ（戸田めぐみ）、飯島ゆん（竹尾歩美）］
エンディング主題歌「向上上々ハイジャンプ↑↑↑↑」
作詞 - KOCHO / 作曲・編曲 - 奥井康介 / 歌 - fourfolium［涼風青葉（高田憂希）、滝本ひふみ（山口愛）、篠田はじめ（戸田めぐみ）、飯島ゆん（竹尾歩美）］

## コラボレーション

### 鉄道
2015年3月28日より叡山電鉄デオ720形723号車にラッピングやヘッドマークを施して運行、出町柳駅に青葉の等身大パネルを設置。テレビアニメ化決定後の同年10月28日よりヘッドマークデザインを変更している。その後、2016年5月3日からはテレビアニメ化を記念した新ラッピング車両を運行、2017年4月からは再度ヘッドマークデザインが変更された。いずれも期間限定。
2016年にはコラボ1日乗車券・特別入場券が2か月連続（第1弾：8月27日、第2弾：9月18日）で発売された。

### ゲーム（コラボ）
乖離性ミリオンアーサー
スマートフォン用ゲームアプリ。2016年7月15日より31日までコラボが行われ、ログインキャンペーンやスペシャルクエスト、ガチャ提供された。
2017年にはアニメ第2期とのコラボが催され、2017年7月14日より第一弾、2017年7月19日より第二弾が実施された。
jubeat plus
スマートフォン用ゲームアプリ。2016年8月3日よりTVアニメ「NEW GAME!」OPテーマ『SAKURAスキップ』、EDテーマ『Now Loading!!!!』、さらにカップリング曲の『Shake!』『ほっしーの！』を加えた4曲がmusic packとしてが配信開始。また期間限定のコラボとして9日から、楽曲の先行配信や、専用QUBEがプレイできてQUBEを進めることでNEW GAME専用マーカー&背景が入手できた他、専用QUBEを選択した際には青葉の限定ボイスが収録された。
ウチの姫さまがいちばんカワイイ
スマートフォン用ゲームアプリ。2016年11月11日から12月7日まで、ログインキャンペーンや特別ステージ、ガチャが提供された。
戦国アスカZERO
スマートフォン用ゲームアプリ。2017年9月15日から9月30日まで、ログインボーナスやエリアイベント、ステップアップガチャが提供された。
ガールズ＆パンツァー 戦車道大作戦!
スマートフォン用ゲームアプリ。2017年10月1日から10月15日まで、ログインボーナスや、生徒や戦車のガチャが提供された。
きららファンタジア
ドリコムによるスマートフォン向けアプリゲーム。2017年12月11日リリース。
「まんがタイムきららシリーズ」のキャラクターが多数登場し、本作からも複数名のキャラクターが登場。

### 飲食
SHIROBACO
東京都杉並区阿佐ヶ谷に位置するアニメコラボカフェ。2016年9月21日から10月4日までの期間でコラボレーションカフェが行われた。
キュアメイドカフェ
2017年8月4日から20日までコラボレーションした飲食物が提供された。
パセラリゾーツ
2017年8月7日から9月10日まで、パセラ系列のカフェ『コラボカフェ リズム』、カラオケ『秋葉原パセラ昭和通り館』『秋葉原パセラ電気街店』『パセラリゾーツAKIBAマルチエンターテインメント』にてそれぞれコラボレーションした飲食物が提供された。
スイーツパラダイス
2017年9月23日から10月20日まで、パラディーゾサンシャインシティアルパ店とスイーツパラダイスケーキショップヨドバシAkiba店にて、10月2日より10月20日まで名古屋のカフェ『CoLaBoNo』でコラボレーションした飲食物が提供された

### その他
イヤフォン
オンキヨー&パイオニアイノベーションズよりコラボレーションしたパイオニアブランドのイヤフォン4製品を直販サイト「ONKYO DIRECT」で2017年2月13日より3月31日までの期間に予約販売し、製品発送を5月中旬に行った。
コンビニエンスストア
2017年8月18日から9月11日までの期間限定で、ローソン神田明神店でコラボ店舗を実施した。
アパレル
earth music&ecologyのJapan Labelとのコラボレーションしたファションアイテムが2017年9月29日から10月11日まで受注生産された。
パソコン
2020年2月27日に公開されたAppleのMacintoshのCM「Macの向こうから - まだこの世界にない物語を」に、本作で桜ねねがMacBook Air風のノートPCを使うシーンが3カットほど使用されている。このCMは、複数のアニメ（君の名は。やケロロ軍曹など）のMacBook風のノートPCを使うシーンを繋ぎ合わせたMADムービー（AMV）となっており、唯一本作だけセリフがついているシーンも使用された。